# Machito (músico)
Francisco Raúl Gutiérrez Grillo, más conocido por su nombre artístico Machito, El Padrino o Frank Grillo (La Habana, 3 de diciembre de 1909 - Londres, 15 de abril de 1984) fue un músico y cantante cubano que desempeñó un papel fundamental en la historia y creación del jazz afrocubano. y de la difusión del mambo.

## Biografía
Francisco nació en el barrio Jesús María, en La Habana, Cuba, el 3 de diciembre de 1909. Se tiene mucha controversia sobre el año exacto, pues hay fuentes que lo datan en 1906, 1908, 1909 y hasta 1912. Era hijo de Rogelio Gutiérrez, cigarretero y Marta Grillo.  

### Inicios
Machito se convirtió en músico profesional en Cuba desde su adolescencia, antes de emigrar a Estados Unidos en 1937 como vocalista del Sexteto Habanero.
También trabajó para los sextetos Nacional, Universo y Jóvenes Redención. Trabajó con varios artistas y orquestas latinas a finales de los años treinta, grabando entre otros como vocalista para el Cuarteto Caney y con el director más relevante de la época, el español Xavier Cugat. 
Machito fundó los Afro-Cubans junto a Mario Bauzá en 1940 de la cual Bauzá fue su director musical, puesto en el que permanecería por treinta y cinco años. El hijo de Machito, Mario Grillo, sustituiría a Bauzá en el puesto. 

### Fallecimiento
Machito murió durante un concierto en Londres, en 1984, a causa de un ataque al corazón mientras tocaba en el club Ronnie Scott's.

## Legado
Su orquesta los Afro-Cubans, de la que fue director, cantante e intérprete de maracas, fue la primera en realizar la fusión entre los ritmos afrocubanos como el son montuno y la improvisación jazzística. 
Mario Bauzá, quien fuera su cuñado, fue su director musical y le influyó para orientar los arreglos de la orquesta hacia el jazz afrocubano, género que ayudó a forjar. Se tiene la creencia errónea de que fue fruto de la colaboración entre Dizzy Gillespie y Chano Pozo, que nació el jazz afrocubano, y esto sucede por el desconocimiento de Machito y Bauzá en Cuba.
En 1983 ganó un Premio Grammy en la categoría de Mejor grabación latina por el álbum Machito & His Salsa Big Band '82.
En 1987 se estrenó un documental de Carlo Ortiz titulado Machito: A Latin Jazz Legacy.

## Discografía
- Kenya - Roulette Jazz (1957)
- Mambo in Jazz
- A Man And His Music: El Padrino - Fania (2011)

### Machito and His Orchestra
- Machito At The Crescendo (1961)
- Soul of Machito (1968)